# Palacio Decanal (Tudela)
El Palacio Decanal o Palacio del Deán de Tudela (Navarra) es una construcción de ladrillo edificado a finales del siglo XV de estilo gótico-mudéjar, situado en la calle La Merced del Casco Antiguo de Tudela, junto a la Catedral. En la actualidad alberga el Museo de Tudela.

## Descripción general
La fachada principal del palacio, la que da a la Calle Roso, es una obra plateresca, con rica ornamentación italianizante. Presenta un cuerpo bajo, con una puerta principal de arco de medio punto, marcado por dovelas de ladrillo. También muestra una hermosa ventana rectangular, cuyas jambas y dintel se decoran con casetones de rosetas modelados en yeso mostrando un «repertorio a la romana» al que sumar una láurea heráldica, guarnecida con cuatro cabezas de ángeles, con «las armas del Papa Julio II junto a las de don Pedro de Villalón testimonian[do] la protección papal al que fuera su camarero en Roma.» Sobre todo ello se presenta una galería de arcos rebajados sobre la cornisa.

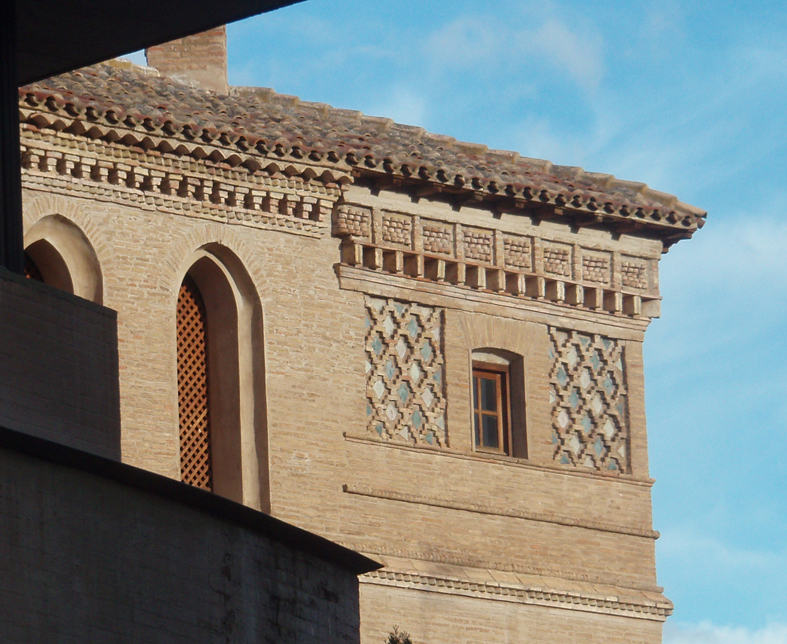
Esquina del Palacio Decanal donde se situaba su torre mudéjar

En la fachada que da a la calle La Merced, se puede admirar la decoración mudéjar, unas labores de ladrillo a base de rombos o sebka, de claro abolengo musulmán. En esta misma fachada se levanta un doble cuerpo de vanos rectangulares y una galería de arquillos dobles apuntados de estilo gótico. La decoración gótico-mudéjar de la esquina de la calle Merced está solo conservada en parte, ya que en esta esquina se levantaba una magnífica torre de estilo mudéjar que fue derribada en siglo XIX. Presentaba arquillos conopiales del último gótico en su base que eran la continuación de la galería de arquillos apuntados de la fachada de la calle Merced. Así pues, la decoración mudéjar es en gran parte una reconstrucción posterior. 

## Historia y cronología de construcción
El edificio se construyó entre 1477 y 1500. Esta magnífica fachada plateresca de la calle Roso fue realizada en 1515 por mediación del deán Villalón, cuyas armas aparecen sobre la portada. En 1831 se construyó la portada que da a la Plaza de San Jaime. En 1883 se derribó la torre mudéjar del palacio. Entre 1997 y 2001, se realizó una restauración del edificio, convirtiéndolo en Casa Diocesana y Museo.